# Mentavajské ostrovy

Mentavajské ostrovy (indonésky Kepulauan Mentawai) se nacházejí blízko západního pobřeží Sumatry, odděluje je od ní asi 130 km široký Mentavajský průliv. Administrativně jsou součástí indonéské provincie Západní Sumatra.
Největším ostrovem je Siberut (cca 4000 km²), jihovýchodně leží další velké ostrovy, Sipora, Severní Pagai a Jižní Pagai.

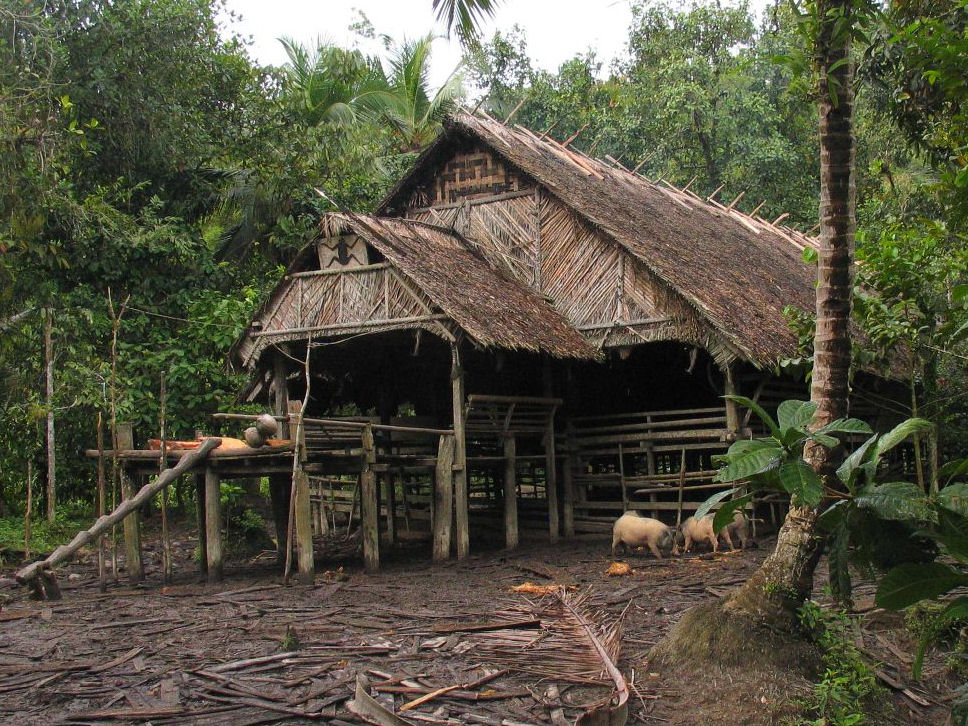
Tradiční dřevěné obydlí Mentavajců

Ostrovy jsou převážně ploché, nadmořská výška se pohybuje ve stovkách metrů. Většinu obyvatelstva tvoří domorodí Mentavajci. Vyvinulo se zde několik endemických druhů. Na části plochy místních deštných lesů je povolena těžba, velké oblasti jsou naopak chráněny. Největším chráněným územím je Národní park Siberut, pokrývající téměř polovinu Siberutu.
Oblast je seismicky aktivní, v roce 2004 zasáhla ostrovy velká vlna tsunami, v říjnu 2010 přišlo silné zemětřesení s epicentrem jihozápadně od ostrova Jižní Pagai, které rovněž vyvolalo tsunami, byla zničena řada převážně dřevěných obydlí při pobřeží a zemřely stovky místních obyvatel.
Mentavajské ostrovy se staly oblíbeným cílem surfařů.